# Patrice Pecqueur
Pour les articles homonymes, voir Pecqueur.
 (mars 2015).
Si vous disposez d'ouvrages ou d'articles de référence ou si vous connaissez des sites web de qualité traitant du thème abordé ici, merci de compléter l'article en donnant les références utiles à sa vérifiabilité et en les liant à la section « Notes et références ».

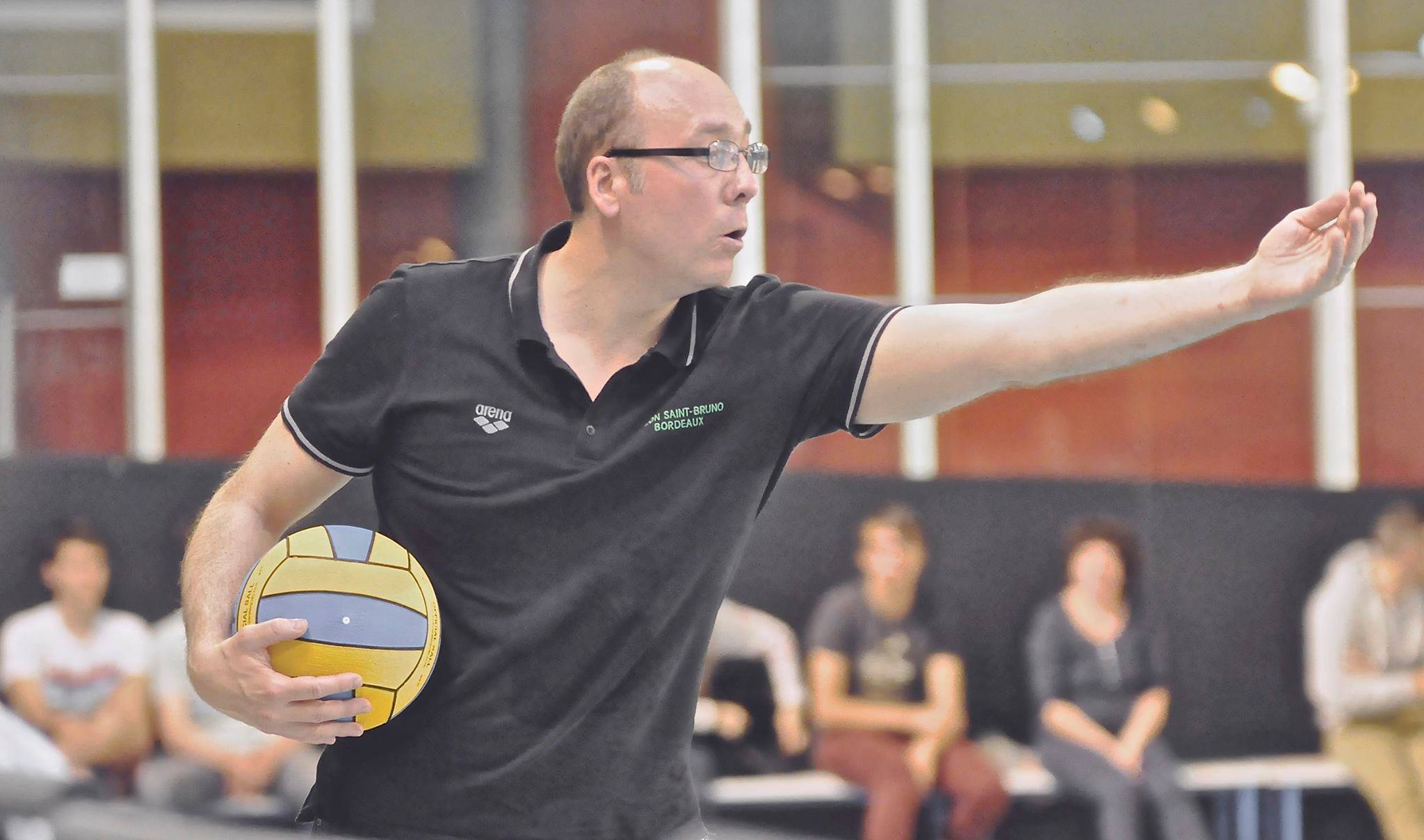

Patrice Pecqueur, né en 1969, est un ancien joueur international de water-polo (ailier-milieu gauche, postes 4-5) ayant évolué, entre 1987 et 2004, dans les championnats de France de première division (N1A et Élite, 15 saisons) et de seconde division (N2 et N1, 2 saisons). 
Diplômé d'une Maîtrise d'Histoire à l'Université de Lille III Charles de Gaulle en 1991, il est professeur-documentaliste à l’Éducation Nationale depuis 1993.

## Biographie sportive
Formé aux Francs Nageurs Cheminots de Douai, il a ensuite défendu les couleurs du Lille Université Club (1987-1990), des Enfants de Neptune de Tourcoing (1990-2000) et des Francs Nageurs Cheminots de Douai (2000-2003) avant de terminer sa carrière de joueur avec les Enfants de Neptune de Tourcoing (2003-2004). Capitaine des ENT de 1993 à 2000, club avec lequel il a pris part à 50 matchs européens (coupe des vainqueurs de coupe, LEN Trophy et COMEN Cup), il a disputé plus de 100 matchs avec l'équipe de France A entre 1993 et 1998, notamment ceux du tournoi pré-olympique mondial de Berlin qualificatif pour les JO d'Atlanta 96 et des Jeux méditerranéens de Bari 97. Il a effectué son service national au "Bataillon de Joinville" entre août 1991 et juillet 1992 à l'école interarmées des sports à Fontainebleau. 
Après avoir dirigé les Enfants de Neptune de Tourcoing (Elite) en 2004-2005, Patrice Pecqueur aura ensuite entraîné l'équipe masculine de l'Union Saint-Bruno Bordeaux entre 2006 et 2021. Avec cette dernière, il a vécu 4 accessions de N2 en N1 puis une accession de N1 à la division Élite en 2020 suite de la crise du Covid-19 alors que "l'équipe brunosienne" pointait à la seconde place du classement après 14 matchs (12 victoires et 2 défaites).
En juin 2020, Patrice Pecqueur a été élu vice-président chargé des sports à l'Union Saint-Bruno, une association bordelaise qui compte 23 sections sportives et plus de 6 000 adhérents.

## Palmarès en tant que joueur
- Champion de France de Nationale 2 (2e division nationale) en 1988 avec le Lille Université Club.
- Finaliste de la coupe de France 1991 et 1997 avec les Enfants de Neptune de Tourcoing.
- Quart de finaliste de la coupe d'Europe des vainqueurs de coupe 1992 avec les Enfants de Neptune de Tourcoing.
- Vainqueur des Internationaux du Canada (Calgary) en 1996 et en 1997 avec l'équipe de France A.
- Champion de France de Nationale 1 (2e division nationale) en 2001 avec les Francs Nageurs Cheminots de Douai.

## Palmarès en tant qu'entraîneur
- Champion de France de N2 (3e division nationale) en 2015 avec l'Union Saint-Bruno Bordeaux.

- Désigné meilleur entraîneur des sports bordelais 2019 par le webzine Sports Inside Bordeaux.
- Bilan : 326 matchs (22 avec les ENT et 304 avec l'USB) : 172 victoires, 13 nuls et 141 défaites.